# US Souf
Union Sportive de Souf (în arabă الاتحاد الرياضي السوفي), cunoscută ca US Souf sau simplu USS, este un club de fotbal algerian care reprezintă orașul El Oued în competițiile fotbalistice. În prezent echipa concurează în prima ligă, primul nivel fotbalistic din Algeria.